# آبرامو باسیوی
آبرامو باسیوی (به انگلیسی: Abramo Basevi)؛ (دسامبر ۱۸۱۸ – نوامبر ۱۸۸۵) موسیقی‌شناس و آهنگساز ایتالیایی بود.
باسیوی در لیورنو به دنیا آمد. او به عنوان یک پزشک در فلورانس (۱۸۵۸) شروع به کار کرد، اما پس از مدتی خود را منحصراً وقف موسیقی کرد. اولین تلاش‌های او به‌عنوان آهنگساز شکست خورد، اما با گذشت زمان او اپراهای رومیلدا اد ازلینو ۱۸۴۰؛ و انریکو هاووارد، ۱۸۴۷ و موسیقی‌های دیگر ساخت.
در سال ۱۸۶۳ باسیوی کنسرت‌های محبوب موسیقی کلاسیک را تأسیس کرد. او به مستمر در نشریات موسیقی مشارکت داشت. او در فلورانس درگذشت.